# Mørkets hjerte (roman)
Mørkets hjerte (originaltitel Heart of Darkness) er en roman af den polskfødte forfatter Joseph Conrad (egl. Jósef Teodor Konrad Korzeniowski). Inden romanens udgivelse i 1902 var den blevet trykt som en serie i tre dele (1899) i Blackwood's Magazine. Den er alment anerkendt som et betydeligt værk inden for engelsk litteratur og en del af den vestlige kanon.
Denne meget symbolske historie er egentlig en historie inden i en historie – vi følger Marlow fra tusmørket til langt ud på natten, mens han fortæller om sit eventyr i Congo til en gruppe mænd om bord på et skib, "Nellie", der ligger for anker ved Themsens munding.
Fortællingen handler om englænderen Marlow, der tager hyre som kaptajn hos et belgisk handelsselskab på hvad læseren må antage er Congofloden i Fristaten Congo, der var belgiske kong Leopold IIs private koloni – landet bliver aldrig specifikt nævnt ved navn. Marlow skal fragte elfenben ned ad floden, men hvad er endnu vigtigere, han skal bringe en vis Kurtz, der er en berygtet elfenbenshandler, tilbage til civilisationen.

## Baggrund
Som inspiration til fortællingen brugte Conrad sine egne oplevelser i Congo – otte år før han skrev bogen, var han taget til Congo for arbejde som kaptajn på en damper på Congofloden. Da han ankom, fandt han imidlertid ud af, at damperen var beskadiget og under reparation. Han blev kort efter syg og vendte tilbage til Europa. Visse af Conrads oplevelser i Congo og fortællingens historiske baggrund, inkl. mulige modeller for Kurtz, er beskrevet i forfatteren Adam Hochschilds bog King Leopold's Ghostom Kong Leopolds brutale udbytning af Congo.
Det hævdes også, at Conrad trak på Roger Casements oplevelser. Casement var britisk konsul i Congo og skrev en rapport om det belgiske styres grusomheder i landet.
Teknikken med en fortælling inden i fortællingen, som Conrad bruger – hvor en unavngiven fortæller genfortæller Marlows beskrivelse af sin rejse – har mange litterære fortilfælde. Emily Brontës Wuthering Heights (dansk titel Stormfulde højder) og Mary Shelleys Frankenstein benytter en lignende teknik, men de bedste eksempler på rammefortællingen er bl.a. Geoffrey Chaucer's The Canterbury Tales (dansk titel Canterbury-fortællingerne og Samuel Taylor Coleridges The Rime of the Ancient Mariner (dansk titel Den gamle sømand).

## Handling
Historien starter med fire mænd, tilsyneladende gamle venner, der befinder sig på en båd på Themsen. En af dem, Marlow, begynder at fortælle om dengang, han tog arbejde som kaptajn på en damper i Afrika. Han beskriver, hvordan hans kære tante brugte sine mange kontakter til at skaffe ham jobbet. Da han kommer til Afrika, møder han mange mennesker, som han ikke bryder sig om, da de ikke synes at være til at stole på. De taler ofte om en mand, der hedder Kurtz, og som har lidt af et ry som en mand med mange evner, bl.a. som elfenbensindsamler og maler. Marlow finder ud af, at han skal sejle op ad floden og hente Kurtz (hvis han da er i live), som befinder sig alene i ukendt territorium. Imidlertid har Marlows damper brug for omfattende reparationer, og han kan ikke komme af sted, før han får anskaffet nitter. Disse er dog mistænkeligt længe om at komme frem, og Marlow har bestyreren af centralstationen mistænkt for bevidst at forsinke hans rejse for at forhindre Kurtz i at overtage bestyrerens stilling. Langt om længe er Marlow i stand til at tage af sted sammen med fire andre hvide mænd samt en gruppe kannibaler, der er blevet indrulleret til at arbejde på damperen. Marlow bemærker, at kannibalerne skal lægge bånd på sig selv for ikke at spise de hvide, da deres eneste mad er en smule råddent flodhestekød, og kannibalerne er i overtal i forhold til den hvide mænd, eller "pilgrimme" som Marlow kalder dem.
Marlows damper bliver angrebet af indfødte på vejen til Kurtz' handelsstation – de bliver reddet, da Marlow tuder med damperens fløjte og på den måde skræmmer de indfødte. De ankommer til stationen, hvor Marlow møder Kurtz' højre hånd, en unavngiven russer, der er klædt som en harlekin, og hvis beundring og frygt for Kurtz er umådelig stor. Russeren forklarer, at Kurtz er døden nær, og at det er Kurtz, der har givet de indfødte ordre til at angribe damperen. Harlekinen fortæller, at Kurtz har anvendt sine våben og sin personlige udstråling til at få magten over adskillige stammer og brugt dem til at føre krig mod andre stammer for at få fat i deres elfenben, hvilket forklarer, hvordan Kurtz er i stand til at skaffe så meget. Harlekinen er bekymret for, at Kurtz, som han tilbeder, vil blive miskrediteret af bestyreren. Marlow lover at opretholde Kurtz' ry som en stor mand og råder russeren til at flygte til venligtsindede indfødte. Russeren takker Marlow og tager af sted.
På dette tidspunkt og døden nær har Kurtz et gådefuldt sidste ønske om at forblive en del af den indfødte kultur, eksemplificeret ved hans ubehjælpsomme stræben frem mod stammebål og –danse og mod mørket.
Marlow og hans besætning tager den syge Kurtz med på damperen. Kurtz ligger i styrehuset, og Marlow begynder at forstå, at Kurtz på alle måde er lige så bemærkelsesværdig, som Marlow har fået det beskrevet. Kurtz overdrager Marlow en samling dokumenter og et fotografi – de har begge set bestyreren rode i Kurtz' ejendele. Fotografiet er af en smuk kvinde, som Marlow antager, er Kurtz' tilkommende.
En nat kommer Marlow ind til Kurtz, der åbenlyst er døden nær. Da Marlow nærmer sig med et stearinlys, er det, som om Kurtz har et øjebliks klarsyn og udtaler sine sidste ord: "Rædslen! Rædslen!" Marlow opfatter dette som Kurtz' reaktion på hans livs hændelser. Marlow fortæller hverken bestyreren eller de andre at Kurtz er død; i stedet får de det at vide af bestyrerens boy.
Derefter vender Marlow tilbage til sin hjemby og møder mange mennesker, der er interesserede i Kurtz og hans ideer. Til sidst besøger Marlow Kurtz' forlovede, som stadig bærer sorg.

## Motiver og temaer
T. S. Eliots brug af et citat fra Mørkets hjerte – "Mistah Kurtz, he dead" ("Mistah Kurtz, han død") som indledning til digtet The Hollow Men kontraster den mørke rædsel med civilisationens tilsyneladende lys, og antyder tvetydigheden i civilisationens mørke motiver og barbariets frihed, så vel som i det åndelige mørke hos adskillige af personerne i Mørkets hjerte. Moralske problemstillinger er ikke entydige – det, som burde være på "lysets side", er i virkeligheden nedsunket i mørket, og omvendt.
Afrika var kendt som det "mørke kontinent" i Victoriatiden, hvor englænderne tillagde afrikanerne alle mørkets negative egenskaber. En af de mulige modeller for Kurtz var Henry Morton Stanley, der var opdagelsesrejsende i "Det mørke Afrika", især Congo. Stanley var berygtet for sin frygtelige voldelighed, og alligevel blev han slået til ridder. En anden mulig model for Kurtz, som han fremstår i Mørkets hjerte, kunne være en agent, som Conrad selv mødte i Congo, ved navn Georges-Antoine Klein ("klein" betyder "lille" på tysk og "kurtz" betyder "kort"). Klein døde om bord på Conrads skib og blev begravet langs Congofloden, som Kurtz bliver det i bogen. Blandt de mennesker, som Conrad kan have mødt på sin rejse, var en handelsmand ved navn Leon Rom, som senere blev leder af stationen i Stanley Falls. I 1895 rapporterede en britisk rejsende, at Rom havde dekoreret sit blomsterbed med kranierne af omkring 21 ofre for hans mishag, inkl. kvinder og børn – i stil med pælene ved Kurtz' station.

### Motiver
I romanen er floden den vej, Marlow rejser ind i "mørkets hjerte". Beskrivelserne af floden, især som en slange, viser dens symbolske egenskaber. Floden "lignede en umådelig slange, rullet ud" og "tryllebandt [Marlow] som en slange kan gøre med en fugl". At "slangen tryllebandt mig" alluderer både til billedet af en slangetæmmer og til slangen i Paradiset. Mens en slangetæmmer tryllebinder slangen, er det derimod Marlow, der bliver tryllebundet af slangen, hvilket placerer det magtfulde i floden og dermed junglens vildnis. Ydermere viser allusionen til slangens fristelse af Adam og Eva, hvordan vildnisset i sig selv indeholder en viden om godt og ondt, og ved at trænge ind i vildnisset bliver Marlow i stand til at se – eller i det mindste udforske – både mennesket og det gode og det onde.
Igennem hele romanen dramatiserer Conrad det spændingsfelt, der er i Marlow, mellem civilisationens tøjler og barbariets vildskab. Conrad påstår, at mørket og manglen på moral, som Kurtz står for, er en del af den menneskelige natur, som civilisationen lægger et slør af illusorisk moralsk struktur over. Marlows konfrontation med Kurtz stiller ham over for valget mellem forskellige mareridt – enten at give efter for menneskets iboende vildskab eller for de civiliserede tøjlers løgn. Selvom Marlow "hader, afskyr og væmmes ved løgn" og derfor ikke kan opfatte civilisationen som andet end et lag fernis, der dækker over menneskets vildskab, er han også skræmt af Kurtz' mørke, som han også ser i sit eget hjerte. Efter oplevelserne i Afrika symboliserer hans Buddha-agtige stilling om bord på "Nellie" hans svæven mellem disse to mareridt.

### Temaer
Det overordnede tema i Conrads bog er at udforske nedbrydningen af den menneskelige moral gennem Marlows symbolske rejse mod "mørkets hjerte". Mens Marlow "trænger dybere og dybere ind i mørkets hjerte" og længere og længere ind i det afrikanske vildnis, trænger han dybere ned i menneskets psyke og ubevidste, repræsenteret af junglen. Marlows oplevelser i junglen og de barbariske episoder, han oplever, viser hvad der sker, når mennesket overskrider civilisationens grænser og giver efter for de lavere instinkter som f.eks. vold. Denne form for atavisme eller tilbagevenden til et tidligere udviklingstrins opførsel og instinkter har en fremtrædende plads i bogen.
Et andet vigtigt tema er ombytningen af sort og hvidt. Conrad udfordrer de typiske litterære associationer, når han forbinder "sort" med "godt" og "hvidt" med "dårligt" eller "ondt". Disse omvendte associationer forekommer overalt hele bogen, især i beskrivelserne af de afrikanske indfødte. Det tydeligste eksempel på hvidt/dårlig findes dog i begyndelsen af historien. Da Marlow rejser til Europa for at få sin opgave overdraget, bemærker han, at "[jeg ankom] til en by, der altid har mindet mig om en kalket grav". Byen, hvor "kompagniets kontorer" ligger, må antages at være en by i Belgien, som Marlow forbinder med død, og ved at sammensætte "kalket" og "grav" viste Conrad sit mishag med de belgiske selskaber, der opererede i Congo.
Marlows symbolske rejse kan også fortolkes ud fra Sigmund Freud's model over personligheden, der omfatter Det'et eller Id'et, Jeg'et eller egoet og Overjeg'et eller superegoet. Især Id'et, eller den del af psyken som har med menneskets underbevidste instinkter og grundlæggende drifter at gøre, udgør en del af bogens større tema, hvor Conrad udforsker, hvad der sker, når Id'et slippes løs.
For at understrege mørket i os alle fortæller Marlow sin historie om bord på en yawl for anker ved Themsens munding ved højvande. Tidligt i historien taler Marlow om, hvordan London, den rigeste og folkerigeste by i verden på den tid, selv engang havde været et "mørkt" sted på det antikke Roms tid. Forestillingen om, at romerne besejrede de "vilde" på de Britiske Øer er en parallel til Conrads fortælling om belgierne, der besejrer de "vilde" afrikanere. At mørket lurer lige under overfladen på selv "civiliserede" mennesker er et fremherskende tema i bogen, og det bliver yderligere udforsket gennem Kurtz og gennem Marlows momentane følelse af at forstå afrikanerne.
Andre temaer fremtræder i historiens senere afsnit, bl.a. europæernes naivitet – især kvindernes – med hensyn til de forskellige former for mørke i Congo: de britiske handelsmænds og de belgiske kolonialisters mishandling af de indfødte, og menneskets anlæg for falskhed. På det symbolske plan fremstår disse temaer som en kamp mellem det gode og det onde (lys og mørke), ikke så meget mellem mennesker som i hovedpersonernes eget sind.

## Historisk kontekst
I det store hele er bogen selvbiografisk og baseret på Joseph Conrads seks måneder lange tur op ad Congofloden i 1890, hvor han overtog kommandoen som kaptajn på en damper efter den tidligere kaptajns død.
Kompagniet var i virkeligheden Anglo-Belgium India-Rubber Company, der var blevet grundlagt af den belgiske kong Leopold II, der fik magten i Fristaten Congo i 1885. Landet kom til verden på Berlinkonferencen i 1884, som Conrad sarkastisk kalder for "Det internationale Selskab for Udryddelse af vilde Skikke" i bogen.
Leopold II erklærede i 1882, at Fristaten Congo var hans private ejendom, hvilket betød, at belgierne kunne tage al den gummi de ønskede uden at skulle handle med afrikanerne. Dette førte til at stigning i de belgiske handelsmænds mishandling af de indfødte.
Efter at grusomhederne var blevet almindeligt kendt i Europa, ophørte Fristaten Congo med at være kongens personlige ejendom og blev en regulær koloni i 1908 under navnet Belgisk Congo.

## Romanens modtagelse
I en post-kolonial fortolkning kritiserede den nigerianske forfatter Chinua Achebe i 1975 Mørkets hjerte i en forelæsning med titlen An Image of Afrika: Racism in Conrad's "Heart of Darkness". Achebe hævdede, at bogen dehumaniserede afrikanerne, nægtede dem et sprog og en kultur og reducerede dem til en metaforisk forlængelse af mørket og den farlige jungle. 
I King Leopold's Ghost mener Adam Hochschild, at litterater har gjort for meget ud af de psykologiske aspekter i Mørkets hjerte og skøjtet hen over den moralske gru i Conrads præcise beskrivelse af kolonialismens metoder og virkninger. Han citerer Conrad for at sige: "Heart of Darkness is experience...pushed a little (and only very little) beyond the actual facts of the case." (Mørkets hjerte er en erfaring … en smule overdrevet (og kun en smule) i forhold til virkeligheden.")
Mørkets hjerte bliver også kritiseret for den måde, kvinder beskrives på. I bogen siger Marlow: "Det er sært, hvor lidt føling kvinder har med sandheden!" Marlow mener også, at kvinder skal beskyttes mod sandheden for at forhindre deres egen fantasiverden i at "gå i spåner før den første solopgang".

## Filmatisering
Mørkets hjerte er filmatiseret i Francis Ford Coppolas film Dommedag nu (Apocalypse Now), der foregår i Vietnam under vietnamkrigen.

Denne artikel er en oversættelse af artiklen Heart of Darkness på den engelske Wikipedia. Oversættelsen tager i sin sprogbrug desuden udgangspunkt i den danske udgave af Mørkets hjerte (Kælderbiblioteket No. 16, Nansensgade Antikvariat 1997) oversat af Niels Brunse